# Almafuerte (Misiones)
Almafuerte é uma cidade argentina da província de Misiones.
O município está situado no Leandro N. Alem, faz fronteira com os municípios de Leandro N. Alem, Caa Yarí e Olegario Víctor Andrade do mesmo departamento, e com o município de Bonpland do Candelaria.
O município conta com uma população de 1.022 habitantes, segundo o censo do ano 2001 (INDEC).